# Asterix
Asterix (francosko Astérix le Gaulois) je glavni junak serije francoskih komičnih stripov, ki jih je napisal René Goscinny (1926-1977) in narisal Albert Uderzo. Stripi so se najprej pojavili v francoski reviji Pilote. Serija govori o galski vasi, ki jo Rimljani neuspešno oblegajo. Prebivalci galske vasi so Rimljanom kos zaradi čarobnega napoja, ki jim ga vari vaški čarovnik Panoramix. Glavna junaka sta Asterix in njegov najboljši prijatelj Obelix, ki je po poklicu raznašalec menhirjev.
O Asterixu in njegovih prigodah so bili posneti že trije igrani filmi in več animiranih filmov (risank).
Asterix se je v slovenščini prvič pojavil v reviji Zvitorepec, ko je revija ugasnila pa se je pogosto pojavljal na straneh Politikinega Zabavnika

## Imena likov v različnih jezikih
| slovensko ime in vloga       | staro slovensko ime          | francosko (izvirnik) | angleško       | italijansko      | nemško     | hrvaško        |
| ---------------------------- | ---------------------------- | -------------------- | -------------- | ---------------- | ---------- | -------------- |
| Asterix, vojščak             | Asterix, vojščak             | Astérix              | Asterix        | Asterix          | Asterix    | Asterix        |
| Obelix, raznašalec menhirjev | Obelix, raznašalec menhirjev | Obélix               | Obelix         | Obelix           | Obelix     | Obelix         |
| Idealix, pes                 | Kužifix, pes                 | Idéfix               | Dogmatix       | Idefix           | Idefix     | Snupix         |
| Panoramix, čarodej           | Panoramix, čarodej           | Panoramix            | Getafix        | Panoramix        | Miraculix  | Čudomix        |
| Vserasturix, poglavar        | Ataaufbix                    | Abraracourcix        | Vitalstatistix | Abraracourcix    | Majestix   | Vitalstatistix |
| Kvaritonix, pevec            | Fisteltenorkix, pevec        | Assurancetourix      | Cacofonix      | Assurancentourix | Troubadix  | Tamburix       |
|                              | Zalokrilka, lepotica         | Falballa             | Panacea        | Falbalà          | Falbala    | Divnala        |
| Metuzalemix, starček         | Pradedix                     | Agecanonix           | Geriatrix      | Metusalemix      | Methusalix | Metuzelix      |
|                              | Automatix, kovač             | Cétautomatix         | Fulliautomatix | Automatix        | Automatix  | Automatix      |
| Delamarix, prodajalec rib    | Slanix, prodajalec rib       | Ordralfabétix        | Unhygienix     | Ordinalfabetix   | Verleihnix | Nehigijenix    |

## Seznam naslovov
| Št. | Naslov | Izšlo | Založnik | Prevajalec | Prvotni naslov                                     | Prvotno izšlo |
| --- | --- | --- | --- | --- | -------------------------------------------------- | ------------- |
| 1   | Prva prigoda | 1993 | Didakta | Aleš Berger | Astérix le Gaulois                                 | 1959          |
| 1   | Asterix, galski junak | 2019 | Graffit | Špela Žakelj | Astérix le Gaulois                                 | 1959          |
| 2   | Zlati srp | 1993 | Didakta | Aleš Berger | La Serpe d'or                                      | 1960          |
| 3   | Asterix in Goti | 1994 | Didakta | Aleš Berger | Astérix et les Goths                               | 1962          |
| 4   | Gladiator | 1990 | Didakta / Forum-Marketprint | Aleš Berger | Astérix gladiateur                                 | 1962          |
| 5   | Okrog Galije z Asterixom | 1990 | Didakta / Forum-Marketprint | Aleš Berger | Le Tour de Gaule d'Astérix                         | 1963          |
| 6   | Asterix in Kleopatra | 1991 | Didakta / Forum-Marketprint | Aleš Berger | Astérix et Cléopâtre                               | 1963          |
| 7   | Spopad poglavarjev | 1996 | Didakta | Aleš Berger | Le Combat des chefs                                | 1964          |
| 8   | Asterix in Briti | 1997 | Didakta | Aleš Berger | Astérix chez les Bretons                           | 1965          |
| 9   | Asterix in Normani | 1998 | Didakta | Aleš Berger | Astérix et les Normands                            | 1966          |
| 10  | Asterix legionar | 1998 | Didakta | Aleš Berger | Astérix légionnaire                                | 1966          |
| 11  | Poglavarjev ščit | 2012 | Graffit | Mitja Roner | Le Bouclier arverne                                | 1967          |
| 12  | Asterix na olimpiadi | 1992 | Didakta | Aleš Berger | Astérix aux Jeux olympiques                        | 1968          |
| 12  | Asterix na olimpiadi | 2023 | Graffit | Mitja Roner | Astérix aux Jeux olympiques                        | 1968          |
| 13  | Asterix in kotliček | 2000 | Egmont | Aleš Berger | Astérix et le Chaudron                             | 1968          |
| 14  | Asterix v Hispaniji | 2012 | Graffit | Kristina Šircelj | Astérix en Hispanie                                | 1969          |
| 15  | Razprtije | 2016 | Graffit | Mitja Roner | La Zizanie                                         | 1970          |
| 16  | Asterix pri Helvecijcih | 2015 | Graffit | Kristina Šircelj | Astérix chez les Helvètes                          | 1970          |
| 17  | Domovanje Bogov | 2015 | Graffit | Mitja Roner | Le Domaine des dieux                               | 1971          |
| 18  | Cezarjev lovorov venec | 2000 | Egmont | Aleš Berger | Les Lauriers de César                              | 1972          |
| 19  | Videc | 2019 | Graffit | Špela Žakelj | Le Devin                                           | 1972          |
| 20  | Asterix na Korziki | 2019 | Graffit | Mitja Roner | Astérix en Corse                                   | 1973          |
| 21  | Cezarjevo darilo | 2020 | Graffit | Mitja Roner | Le Cadeau de César                                 | 1974          |
| 22  | Asterix gre preko luže | 2020 | Graffit | Špela Žakelj | La Grande Traversée                                | 1975          |
| 23  | Obelix in družabniki | 2022 | Graffit | Špela Žakelj | Obélix et Compagnie                                | 1976          |
| 24  | Asterix pri Belgih | 2017 | Graffit | Špela Žakelj | Astérix chez les Belges                            | 1979          |
| 25  | Globok prepad | 2013 | Graffit | Kristina Šircelj | Le Grand Fossé                                     | 1980          |
| 26  | Asterixova odisejada | 2016 | Graffit | Kristina Šircelj | L'Odyssée d'Astérix                                | 1981          |
| 27  | / | / | / | / | Le Fils d'Astérix                                  | 1983          |
| 28  | / | / | / | / | Astérix chez Rahàzade                              | 1987          |
| 29  | / | / | / | / | La Rose et le Glaive                               | 1991          |
| 30  | / | / | / | / | La Galère d'Obélix                                 | 1996          |
| 31  | / | / | / | / | Astérix et Latraviata                              | 2001          |
| 32  | / | / | / | / | Astérix et la Rentrée gauloise                     | 2003          |
| 33  | / | / | / | / | Le ciel lui tombe sur la tête                      | 2005          |
| 34  | / | / | / | / | L'Anniversaire d'Astérix et Obélix - Le Livre d'or | 2009          |
| 35  | Asterix pri Piktih | 2013 | Graffit | Mitja Roner | Astérix chez les Pictes                            | 2013          |
| 36  | Cezarjev papirus | 2017 | Graffit | Kristina Šircelj | Le Papyrus de César                                | 2015          |
| 37  | Asterix in dirka po Italiji | 2019 | Graffit | Kristina Šircelj | Astérix et la Transitalique                        | 2017          |
| 38  | Poglavarjeva hči | 2022 | Graffit | Špela Žakelj | La Fille de Vercingétorix                          | 2019          |
| /   | Zgodba je izšla ob animiranem filmu Les Douze Travaux d'Astérix, narisal jo je Marcel Uderzo. Čeprav je avtorizirana, ne spada v uradno kronologijo, nikoli je niso ponatisnili. | Zgodba je izšla ob animiranem filmu Les Douze Travaux d'Astérix, narisal jo je Marcel Uderzo. Čeprav je avtorizirana, ne spada v uradno kronologijo, nikoli je niso ponatisnili. | Zgodba je izšla ob animiranem filmu Les Douze Travaux d'Astérix, narisal jo je Marcel Uderzo. Čeprav je avtorizirana, ne spada v uradno kronologijo, nikoli je niso ponatisnili. | Zgodba je izšla ob animiranem filmu Les Douze Travaux d'Astérix, narisal jo je Marcel Uderzo. Čeprav je avtorizirana, ne spada v uradno kronologijo, nikoli je niso ponatisnili. | Les Douze Travaux d'Astérix                        | 1976          |
| 39  | Asterix in Grifon | 2023 | Graffit | Špela Žakelj | Astérix et le Griffon                              | 2021          |
| 13  | Asterix in kotliček | 2023 | Graffit | Špela Žakelj | Asterix et le chaudron                             | 1969          |
| 40  | Beli iris | 2024 | Graffit | Špela Žakelj | L’Iris blanc                                       | 2023          |

Nekatere epizode v izdaji Didakte so bile okoli leta 2007 nelegalno dotiskane. Didakta je zato ostala brez možnosti pridobitve pravic za nadaljnje epizode.